# Fonsorbes
Fonsorbes är en kommun i departementet Haute-Garonne i regionen Occitanien i södra Frankrike. Kommunen ligger i kantonen Saint-Lys som tillhör arrondissementet Muret. År 2022 hade Fonsorbes 13 048 invånare.

## Befolkningsutveckling
Antalet invånare i kommunen Fonsorbes
Referens:INSEE